# پال فینکس
پال فینکس (به انگلیسی: Paul Phoenix) یکی از شخصیت‌های ساختگی در مجموعه بازی‌های مبارزه‌ای تکن است که توسط شرکت باندای نامکو انترتینمنت ساخته شده‌است. او از معدود شخصیت‌هایی است (به همراه نینا ویلیامز، هیهاچی میشیما، و یوشیمیتسو) که در تمام نسخه‌های اصلی بازی حضور داشته‌است. پال یک موتورسوار کیوکوشین کار، و یکی از شخصیت‌های اصلی این سری می‌باشد که هدف اصلی او تبدیل شدن به سرسخت‌ترین مبارز جهان است. او بهترین دوست مارشال لا است و در رقابت با خرس انسان‌انگار این سری یعنی کوما می‌باشد.

## تاریخچه و داستان
پل فینیکس یک جنگنده آمریکایی سرسخت است که روحیه جنگی او برای اولین بار با تماشای 'کشنده خرس ویلی ویلیامز' در دوران کودکی، پل که چیزی شبیه سرگردانی بود، هیچ شغل واقعی نداشت، در عوض از طریق دعواهای خیابانی و گاه به گاه کار به عنوان یک درنده، پول درآورد، در حالی که او به دنبال اشتیاق واقعی خود بود: اثبات خود به عنوان سرسخت ترین مبارز در جهان، پل با مارشال لاو که دوست خوب او شد و لی چائولان آموزش دید.